# Ubilio García
Ubilio García es una localidad del estado mexicano de Chiapas. Es parte del municipio de Ocosingo.

## Demografía
| Gráfica de evolución demográfica |
|                                  |

| Censo | Población |
| ----- | --------- |
| 1980  | 613       |
| 1990  | 731       |
| 2000  | 1 073     |
| 2010  | 1 318     |
| 2020  | 1 327     |